# 胡佩衡

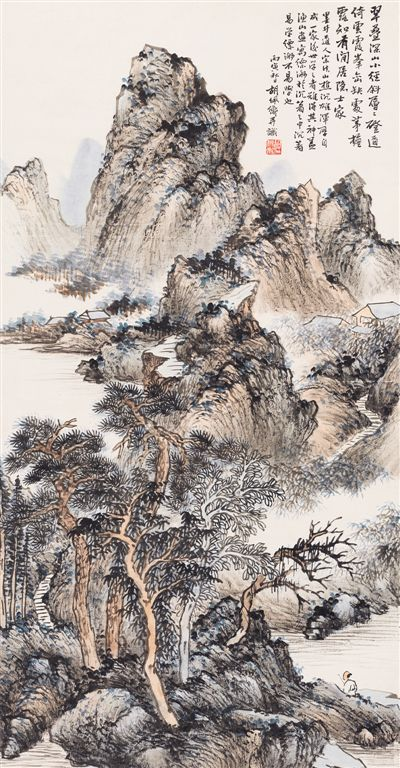
胡佩衡画作《深山小径》（1926年），现藏于中国美术馆

胡佩衡（1892年6月—1962年3月16日），原名衡，又名锡铨，字佩衡，号冷庵，以字行，中国近代山水画家。

## 生平
胡佩衡为河北深州（一说涿县）蒙古族人。少时李静斋曾教他临摹过四王，后来加入北大画法研究会、中国画学研究会，师从金北楼。1940年代成为北平艺专教授、北京师范大学讲师。1949年后在北京中国画研究会、北京画院任职。1950年代到中国南部写生，使得作品风格产生变化，施色更为大胆，其画有浓艳雄奇之风。
1962年3月16日在北京逝世。4月9日遺作在北京北海公園展出。

## 作品
- 《我怎样学山水画》
- 《齐白石画法与欣赏》
- 《冷庵画诣》
- 《画箑丛谈》